# Dermoplástica
A dermoplástica é a técnica utilizada para a reprodução, ou réplica, de um exemplar, a partir de moldes em gesso, ou outro material, tirados directamente do corpo de um animal ou objecto. O resultado final deste processo é uma cópia fiel, que após pintura e acabamentos finais, irá resultar numa reprodução exacta do elemento em causa.
Apresenta vantagens, comparativamente ao método clássico de preparação e montagem de exemplares vulgarmente chamada embalsamamento (ou taxidermia).
A Dermoplástica, permite uma maior economia de tempo, maior fidelidade na forma, e uma maior resistência dos materiais utilizados na reprodução, ao desgaste do tempo e às alterações do meio ambiente.